# Günter Grass
Günter Wilhelm Grass (16 tháng 10 năm 1927 – 13 tháng 4 năm 2015) là một nhà văn người Đức đoạt Giải Nobel Văn học năm 1999.

## Tiểu sử

### Thời niên thiếu

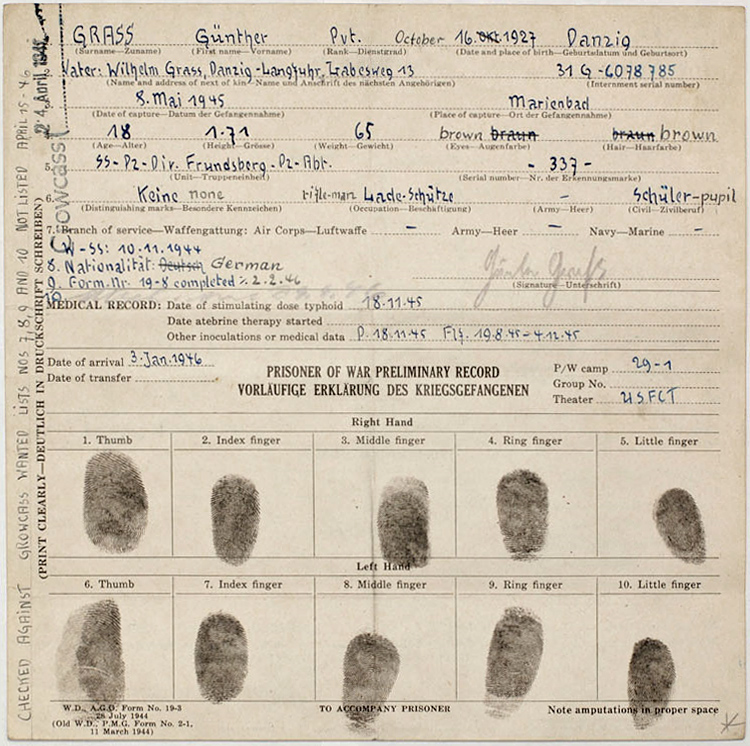
Hồ sơ tù binh của Günter Grass

Ông sinh ngày 16 tháng 10 năm 1927 ở Danzig-Langfuhr, nay là Gdansk (Danzig) thuộc Ba Lan. Sinh ra trong một gia đình có cha mẹ làm nghề buôn bán nhỏ, thành phố quê hương ông cũng như những ngày thơ ấu sống ở đây đã là cảm hứng cho nhiều tác phẩm của ông.
Trong Chiến tranh thế giới thứ hai ông đã tình nguyện đăng ký tòng quân cho quân đội Đức Quốc xã khi 15 tuổi. Vào ngày 10 tháng 11 năm 1944, khi 17 tuổi, ông được gọi vào sư đoàn tăng SS số 10 "Frundsberg" của Waffen-SS Vào ngày 8 tháng 5 năm 1945 ông bị bắt làm tù binh tại Marienbad và đã ở trong trại giam tù binh cho đến ngày 24 tháng 4 năm 1946. Khi bị bắt giam Grass đã tự nhận với người Mỹ rằng ông là thành viên của Waffen-SS. Thế nhưng mãi đến tháng 8 năm 2006 ông mới công khai thừa nhận việc này. Trước đó, trong các tiểu sử đã được công bố của nhà văn, ông chỉ là thiếu niên phụ giúp cho lực lượng phòng không trong năm 1944 và sau đó được gọi đi lính

### Thời gian học tập và gia đình
Trong thời gian 1947/1948 ông thực tập tại một thợ đá ở Düsseldorf. Chính những năm tháng lao động này đã cho ông nhiều kinh nghiệm quý và ảnh hưởng đến những tác phẩm của ông sau này.
Trước khi chuyển sang viết văn, ông đã học hội họa và điêu khắc ở Viện Nghệ thuật Düsseldorf (Kunstakademie Düsseldorf) từ năm 1948 cho đến 1952 và tiếp tục học tại Đại học Mỹ thuật Berlin (Universität der Künste Berlin) từ năm 1953 đến năm 1956, là học trò của nhà điêu khắc Karl Hartung. Sau đó ông sống tại Paris cho đến năm 1959. Năm 1960 ông lại chuyển về Berlin-Friedenau, nơi ông cư ngụ đến năm 1972. Từ 1972 đến 1987 ông sống tại Wewelsfleth ở bang Schleswig-Holstein.
Năm 1954 ông kết hôn với bà Anna Schwarz. Từ đầu năm 1956 cho đến đầu năm 1960 ông cùng vợ sống tại Paris, nơi bản thảo của quyển Cái trống thiếc ra đời. Hai anh em sinh đôi Franz và Raoul ra đời tại đấy trong năm 1957. Năm 1961, sau khi trở về Berlin là người con gái Laura, tiếp theo đấy năm 1965 là con trai Bruno và năm 1974 là con gái Helene. Cuộc hôn nhân với Anna Schwarz tan rã năm 1978. Năm 1979 ông kết hôn với Ute Grunert và sống với bà ở Ấn Độ, phần nhiều là ở Kolkata từ tháng 8 năm 1986 cho đến tháng 1 năm 1987.

### Thời gian sáng tạo và hoạt động chính trị
Từ 1956 đến 1959, ông tham gia hoạt động điêu khắc, hội họa và cả viết văn ở Paris, và sau đó là ở Berlin. Trong thời gian này, những tác phẩm đầu tiên của ông đã ra đời: bài thơ đầu tiên được xuất bản năm 1956 và vở kịch đầu tiên ông viết năm 1957. Thế nhưng, phải đến 1959, với cuốn tiểu thuyết đầu tiên – Cái trống thiếc (Die Blechtrommel), ông mới thực sự được văn đàn thế giới nhìn nhận. Và cũng với tác phẩm này ông đã được trao Giải Nobel Văn họcnăm 1999 – tuy hơi muộn nhưng nó mang một ý nghĩa đặc biệt bởi nó rơi vào năm bắc cầu giữa hai thế kỷ 20 và 21.
Vào năm 1955, ông tham gia Nhóm 47 (Gruppe 47) do Hans Werner Richter và Alfred Andersch sáng lập ở München năm 1947 và giải tán năm 1977, với khuynh hướng dân chủ, đấu tranh khắc phục những hậu quả chiến tranh do phát xít để lại.
Năm 1960, ông tham gia vào Đảng Dân chủ Xã hội (SPD) ở Đức và trở thành một nhân vật quan trọng của đảng này. Ông đã tham gia vào chiến dịch tranh cử của đảng và là người phát ngôn của đảng cũng như của Willy Brandt – người lãnh đạo của đảng. Trong thời gian này, ông đã có nhiều bài phát biểu cũng như bài bình luận chính trị để ủng hộ cho một nước Đức thoát khỏi sự cuồng tín, cũng như những tư tưởng chuyên chế. Thế nhưng ông cũng thường làm mất lòng trong nội bộ của đảng SPD vì những quan điểm của mình. Năm 1992 Grass rút ra khỏi đảng SPD nhưng vẫn tiếp tục hoạt động chính trị và ủng hộ cho những tư tưởng của Đảng Dân chủ Xã hội.
Từ 1983 đến 1986, ông giữ chức giám đốc Học viện Nghệ thuật Berlin. Trong thời gian 1989–1990, ông đã có những quan điểm phản đối sự chia cắt nước Đức thành hai phần.
Ông đã được trao nhiều giải thưởng, trong đó có thể kể như Giải Georg Büchner năm 1965, Giải thưởng Fontane năm 1968, Giải thưởng Premio Internazionale Mondello năm 1977, huy chương Alexander-Majakowski ở Gdansk năm 1979, Giải thưởng Antonio Feltrinelli năm 1982, Huy chương Hermann Kesten năm 1995... và đặc biệt nhất là Giải Nobel Văn học năm 1999 cho tác phẩm Cái trống thiếc của ông.
Ông cũng là giáo sư danh dự của Đại học Kenyon và Đại học Harvard.
Ngày nay ông sống gần thành phố Lübeck, nơi có Nhà Günter Grass với phần lớn các tác phẩm nguyên bản về nghệ thuật và văn học của ông.

## Nội dung chính của những tác phẩm
Gunter Grass được coi là người phát ngôn cho một thế hệ của Đức bị bầm dập còn lại sau chủ nghĩa Đức quốc xã. Ông biết rất rõ những chấn thương tinh thần cũng như những bệnh lý còn sót lại ở xã hội Đức sau thơì kỳ Đức quốc xã.
Hầu hết các tiểu thuyết của ông đều là những câu chuyện ngụ ngôn hiện đại, nhưng cười ra nước mắt. Điều này thể hiện rõ trong tác phẩm Cái trống thiếc của ông - ở đây dưới con mắt của nhân vật chính là Oscar – một con người chỉ cao 94 cm, với vẻ bề ngoài của một đứa trẻ mãi mãi lên ba, nhưng có sự già dặn trong trí tuệ của người trưởng thành, một thế giới nhố nhăng kệch cỡm mà bí hiểm với những con người bị vùi lấp dưới đổ nát của lịch sử đã hiện ra rõ ràng.
Tình yêu cho thành phố quê hương Danzig cũng được ông đưa vào tác phẩm của mình. Danzig - một thành phố đã mất, một thành phố bị tranh giành giữa các nước láng giềng - đã được ông miêu tả với những dòng không mảy may bi lụy, nhưng vẫn thấy rõ Danzig là nỗi đau của ông. Ông đã viết hẳn một bộ truyện dài 3 tiểu thuyết về Danzig với Cái trống thiếc là phần đầu và sau đó là Mèo và Chuột (Katz und Maus – 1961) và Những Năm Chó (Hundejahre - 1963).
Và gần đây nhất là Bò Ngang (Im Krebsgang – 2003) cũng là một câu chuyện về quá khứ. Sau Cái trống thiếc một thời gian dài, thì Bò Ngang là cuốn tiểu thuyết được xem là thành công thứ hai. Câu chuyện trong Bò Ngang kể về con tàu Wilhem Gustloff bị bắn chìm, một con tàu du lịch chuyển sang chuyên chở dân tị nạn. Con tàu này bị tàu ngầm Liên Xô bắn chìm vào tháng 1 năm 1945. Chín nghìn người chết chìm dưới đáy biển Baltic là một thảm họa đường thủy lớn nhất trong lịch sử.
Cuốn Bò Ngang là câu chuyện kể rất quyến rũ người đọc về tấn bi kịch trên biển, qua đó thể hiện cách nhìn hiện nay các thế hệ người Đức về quá khứ mà không một chút sợ hãi.

## Những tác phẩm

### Tiểu thuyết
- Die Blechtrommel (Cái trống thiếc – 1959)
- Katz und Maus (Mèo và Chuột – 1961)
- Hundejahre (Những Năm Chó – 1963)
- Örtlich betäubt (Gây tê cục bộ - 1969)
- Aus dem Tagebuch einer Schnecke (1972)
- Der Butt (1979)
- Das Treffen in Telgte (1979)
- Kopfgeburten oder Die Deutschen sterben aus (1980)
- Die Rättin (1986)
- Unkenrufe (1992)
- Ein weites Feld (Cả một câu chuyện - 1995)
- Mein Jahrhundert (1999)
- Im Krebsgang (Bò ngang - 2002)
- Beim Häuten der Zwiebel (Bóc vỏ củ hành - 2006)

### Thơ
- Die Vorzüge der Windhühner (1956)
- Gleisdreieck (1960)
- Ausgefragt (1967)
- Letzte Tänze (2003)
- Gesammelte Gedichte (1971)
- Letzte Tänze (2003)
- Lyrische Beute (2004)
- Dummer August (2007)

### Kịch
- Die bösen Köche. Ein Drama. (1956)
- Hochwasser. Ein Stück in zwei Akten. (1957)
- Onkel, Onkel. Ein Spiel in vier Akten. (1958)
- Die Plebejer proben den Aufstand. (1966)
- Theaterspiele.. (1970)

### Các tác phẩm khác
- Briefe über die Grenze (1968, viết cùng với Pavel Kohout)
- Über das Selbstverständliche (1968)
- Der Bürger und seine Stimme (1974)
- Denkzettel (1978)
- Widerstand lernen (1984)
- Zunge zeigen (1988)
- Rede vom Verlust (1992)
- Ein Schnäppchen namens DDR (1993)

### Những tác phẩm đã được dịch sang tiếng Việt
1. Cái trống thiếc – Dương Tường dịch – Nhà Xuất Bản Hội Nhà Văn 2002
2. Bò ngang – Anh Thư dịch – Nhà Xuất Bản Phụ Nữ 2004